# Francesco Marani
Francesco Marani (Volosca, 21 agosto 1850 – Gorizia, 4 aprile 1934) è stato un politico italiano.

## Biografia
Figlio di Giovanni Battista Marani e Angela Percich, dopo l’ingresso in politica come consigliere comunale di Gorizia nel 1893, è stato membro del Consiglio imperiale (1896-1897; 1907-1910), podestà di Gorizia (1905-1908) e deputato alla Dieta provinciale della Contea Principesca di Gorizia e Gradisca, quando questa faceva parte dell'Impero austriaco.
Nominato dall’esercito italiano fra i consulenti per la gestione provvisoria del Goriziano occupato nel tardo 1918, con l'annessione di Gorizia al Regno d'Italia, è stato deputato e senatore presso il parlamento italiano.